# Ferdinand Hodler
Ferdinand Hodler (Gurzelen, cerca de Berna, 14 de marzo de 1853-Ginebra, 19 de mayo de 1918) fue uno de los más destacados pintores suizos del siglo XIX.

## Biografía
Hodler nació en Berna pero se trasladó a Ginebra a los 18 años de edad para comenzar su carrera como pintor. Sus primeras obras fueron paisajes, composiciones figurativas y retratos, tratados con un vigoroso realismo.
En la última década del siglo XIX su obra evolucionó para combinar influencias de diversos géneros, entre ellos el simbolismo y el art nouveau. Desarrolló un estilo que él llamaba «Paralelismo», caracterizado por agrupaciones de figuras simétricamente colocadas en poses que sugerían un ritual o una danza.
La obra de Hodler en su fase final adoptó un aspecto expresionista con figuras fuertemente coloreadas y geométricas. Los paisajes quedaron reducidos a lo esencial, a veces consistiendo en una franja de tierra entre el cielo y el agua. No obstante, las pinturas más famosas de Hodler representan escenas en las que los caracteres están implicados en actividades cotidianas, como el famoso leñador (Der Holzfäller, Museo de Orsay, París). Este cuadro acabó apareciendo en el dorso del billete de 50 francos suizos emitido por el Banco Nacional de Suiza.
En 1884, conoció a Augustine Dupin (1852-1909), quien sería su modelo y compañera por varios años. Su hijo, Hector Hodler—quien fundaría la Asociación Universal de Esperanto en 1908—nació en 1887. Se casó dos veces. Desde 1889 hasta su divorcio en 1891, estuvo casado con Bertha Stucki. Conocería a su segunda esposa, Berthe Jacques (1868-1957) en 1894, casándose con ella en 1898.
En 1908 empezó una relación con Valentine Godé-Darel, pero continuó viviendo con su segunda esposa. En 1913, Godé-Darel fue diagnosticada de cáncer, y Hodler pasó muchas horas junto a ella, resultado de las cuales fueron una notable serie de pinturas que documentaban su desintegración. En los meses siguientes al nacimiento de su hija, Pauline, fue sometida a dos operaciones, la primera en enero de 1914 y la segunda en junio del mismo año.
En 1914 condenó las atrocidades alemanas que usaron artillería en Reims. Como represalia, los museos de arte alemanes excluyeron la obra de Hodler.
Valentine Godé-Darel murió en 1915, lo que afectó muchísimo a Hodler, que murió el 19 de mayo de 1918 en Ginebra, dejando tras de sí una serie de obras inacabadas que retrataban la ciudad.

## Galería

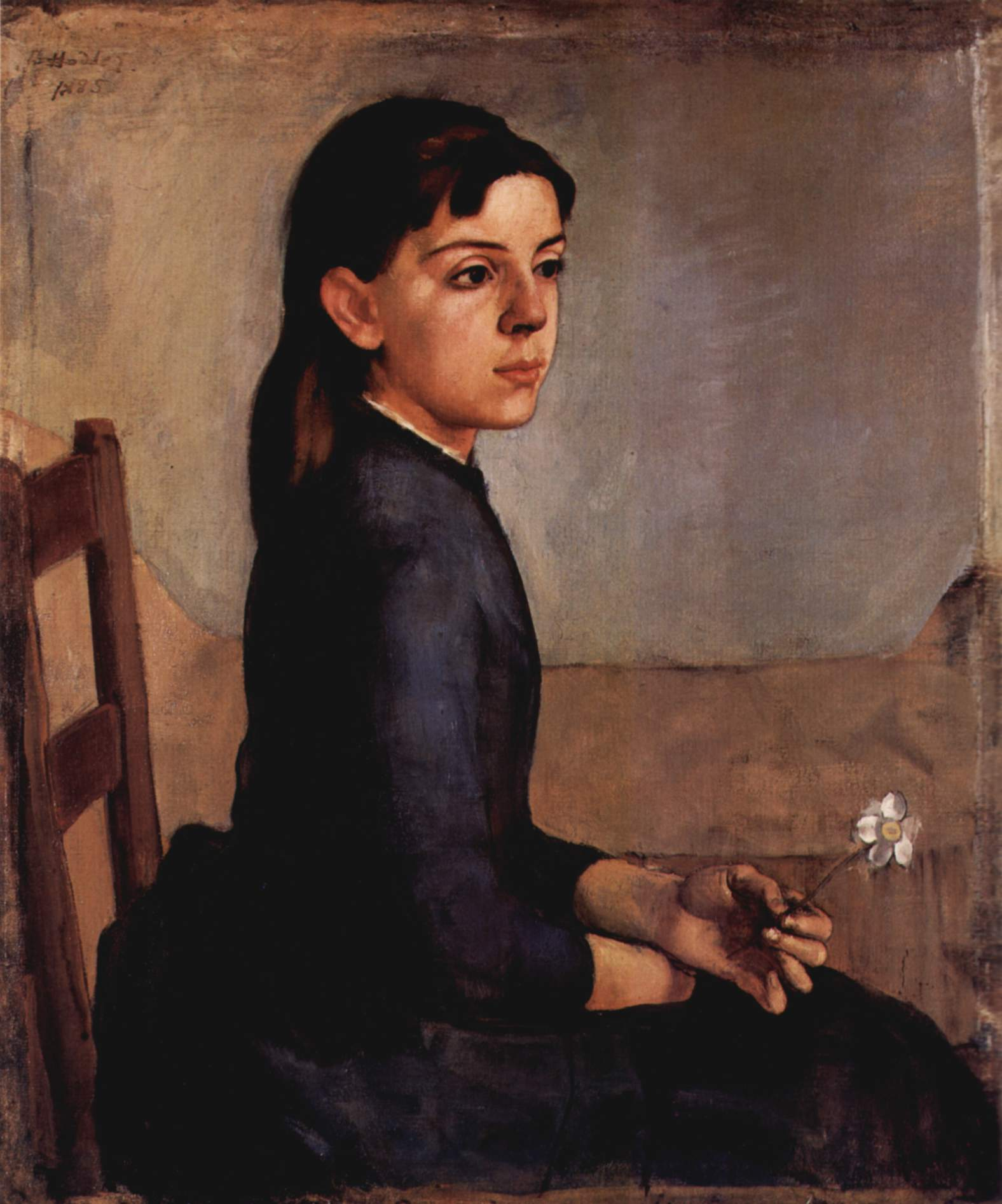
Retrato de Louise Delphine Duchosal
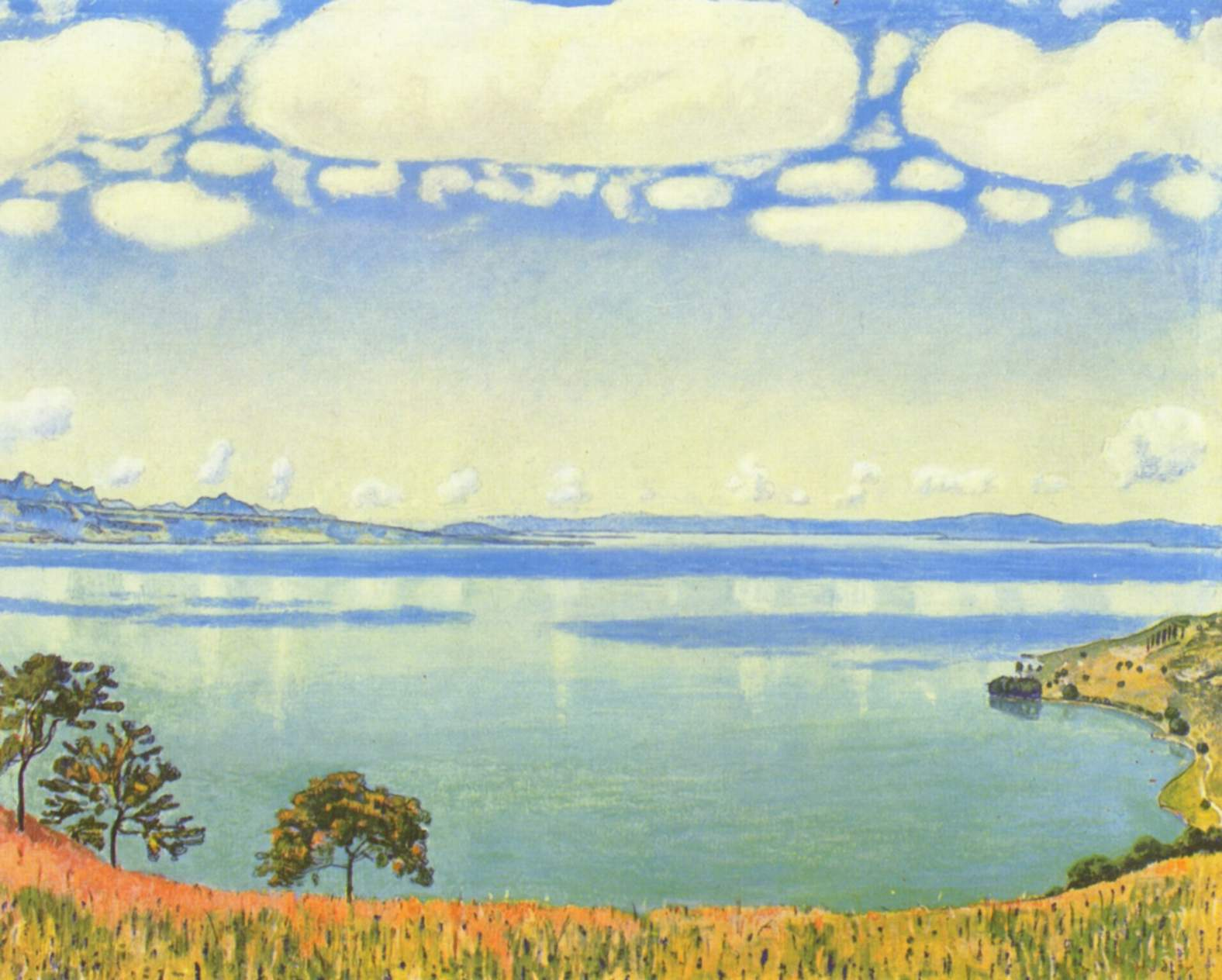
Lago Ginebra visto desde Chexbres (Der Genfer See von Chexbres aus).
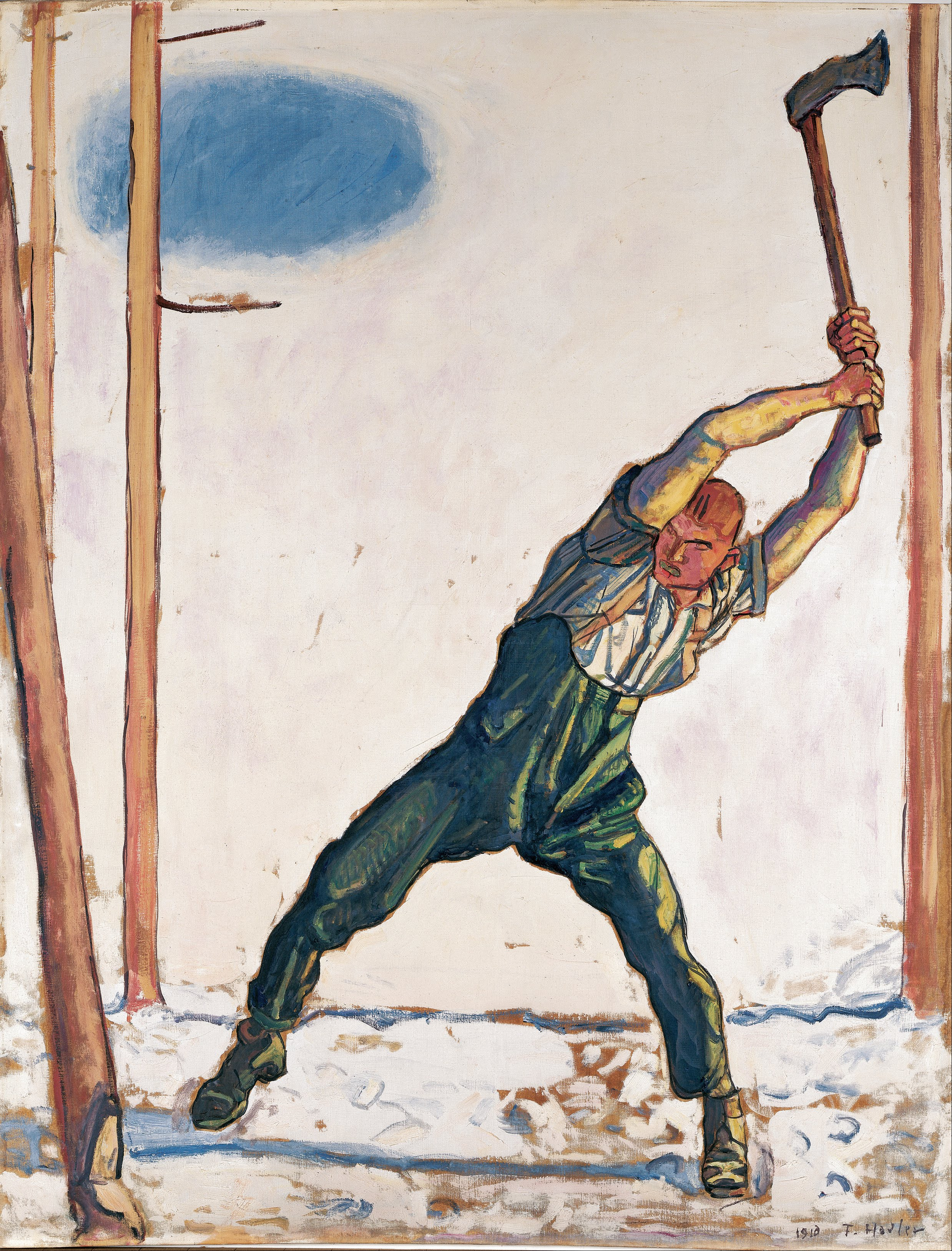
El leñador (Der Holzfäller).
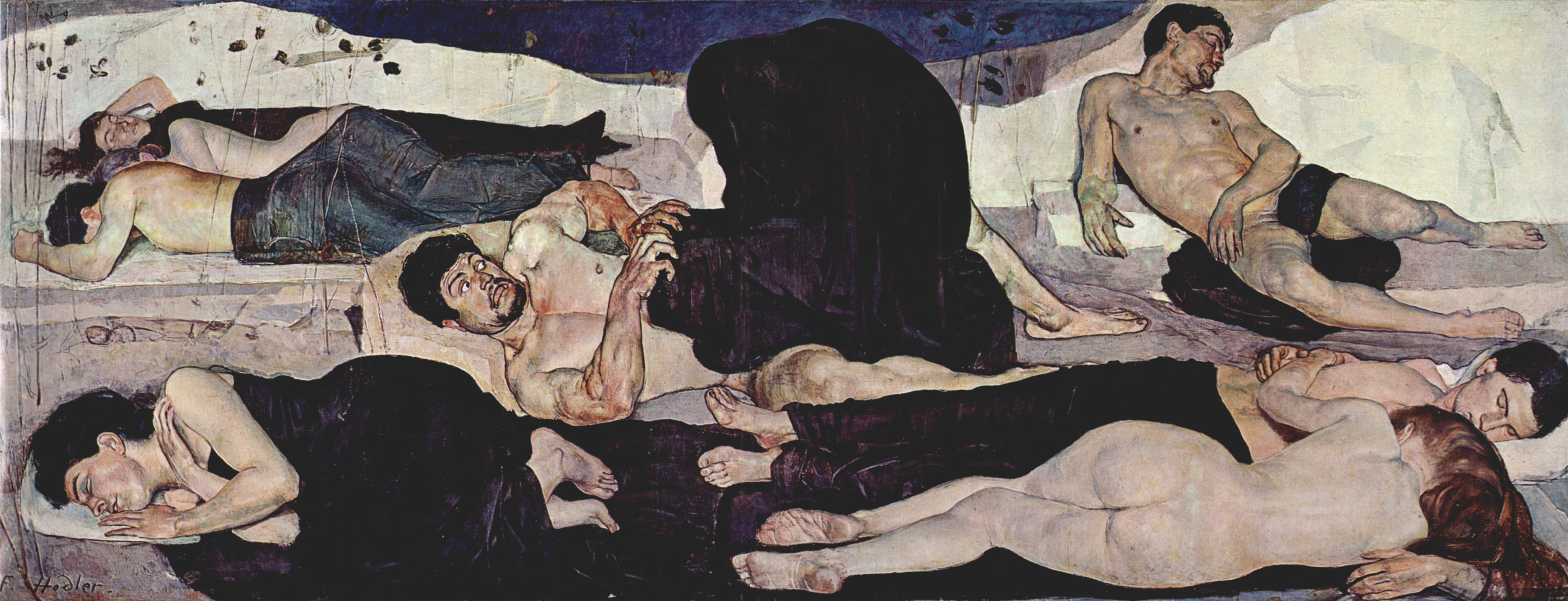
La noche (Die Nacht).